# Ландышёвка (Липецкая область)
Ландышёвка — деревня Верхнематрёнского сельсовета Добринского района Липецкой области .

## История
Возникла во второй половине XVIII в. По документам известна с 1782 г.

## Название
Название — по первопоселенцу Ландышёву.

## Население
| 2010 |
| ---- |
| 44   |

## Объекты культурного наследия
По данным Управления культуры и туризма Липецкой области  у деревни расположены:
- Курганная группа 1 (2 насыпи).  исторический памятник (региональный)

- Курганная группа 2   (2 насыпи).  исторический памятник (региональный)

- Курганная группа 3    (2 насыпи).  исторический памятник (региональный)

- Курганная группа 4   (5 насыпей).  исторический памятник (региональный)

- Курганная группа 5   (4 насыпи).  исторический памятник (региональный)